# Théorème de Dvoretzky
Ne doit pas être confondu avec Théorème de Dvoretzky-Rogers.
Dans la théorie mathématique des espaces de Banach, le théorème de Dvoretzky est un résultat de structure important démontré par Aryeh Dvoretzky au début des années 1960, résolvant une conjecture de Grothendieck de 1956. Vitali Milman en donna une nouvelle preuve dans les années 1970. Ce fut l'un des points de départ du développement de l'« analyse géométrique asymptotique » (aussi appelée « analyse fonctionnelle asymptotique » ou « théorie locale des espaces de Banach »).

## Formulation originale
Pour tout entier naturel k et tout réel ε > 0, il existe un entier naturel n(k, ε) tel que tout espace vectoriel normé de dimension n(k, ε) possède un sous-espace de dimension k dont la distance de Banach-Mazur à ℓ2(k) soit majorée par 1 + ε.  
Pour un sous-espace normé (E, ‖.‖) de dimension k, dire que la distance de E à ℓ2(k) (l'espace euclidien de dimension k) est majorée par 1 + ε revient à dire qu'il existe sur E une norme |.| euclidienne (i.e. racine carrée d'une forme quadratique définie positive) telle que :

## Développements ultérieurs
En 1971, Vitali Milman a donné une nouvelle preuve de ce théorème, par une méthode probabiliste, en utilisant la concentration de mesure sur la sphère pour montrer qu'un sous-espace de dimension k choisi aléatoirement est à distance inférieure à 1 + ε de ℓ2(k) avec une probabilité très proche de 1. La preuve donne une estimation fine en fonction de k : 
Autrement dit, tout espace normé X de dimension n possède un sous-espace de dimension k ≥ c(ε) log n à distance inférieure à 1 + ε de ℓ2(k).
Plus précisément, soient Sn – 1 la sphère unité pour une certaine norme euclidienne |.| sur X et σ la mesure de probabilité invariante sur Sn – 1, alors :
- pour |.| fixée, il existe un sous-espace E sur lequel l'encadrement ci-dessus est vérifié et pour lequel{\displaystyle \dim(E)\geq c(\varepsilon )\left({\frac {\int _{S^{n-1}}\|\xi \|~{\rm {d}}\sigma (\xi )}{\max _{\xi \in S^{n-1}}\|\xi \|}}\right)^{2}n~;}
- il existe sur X une norme euclidienne |.| telle que{\displaystyle {\frac {\int _{S^{n-1}}\|\xi \|~{\rm {d}}\sigma (\xi )}{\max _{\xi \in S^{n-1}}\|\xi \|}}\geq c_{1}{\sqrt {\frac {\log n}{n}}},}où c1 est une constante universelle.

Le plus grand k possible est noté k✻(X) et appelé la dimension de Dvoretzky de X. Sa dépendance par rapport à ε a été étudiée par Yehoram Gordon,, qui a démontré que k✻(X) ≥ c2 ε2 log n. Une autre démonstration en a été donnée par Gideon Schechtman.
Noga Alon et Vitali Milman ont montré que si l'on demande seulement qu'il existe un sous-espace de dimension k proche soit de ℓ2(k), soit de ℓ∞(k), cette borne en log n peut être améliorée en k ≥ exp(c√log n), pour une certaine constante c.
Tadeusz Figiel, Joram Lindenstrauss et Milman ont démontré d'importants résultats liés.